# Grusse
Grusse korábbi község (település) Franciaországban, Jura megyében. 2025. január 1-jén Bonnaud, Vercia és Vincelles községgel egyesült és Val-Sonnette új község része lett.
Lakosainak száma 176 fő (2018. január 1.). Grusse Cesancey, Rotalier, Saint-Laurent-la-Roche és Vincelles községekkel határos.

## Népesség
A település népességének változása:
| Lakosok száma | 127  | 125  | 145  | 137  | 147  | 183  | 186  | 188  | 187  | 176  |
|               | 1968 | 1975 | 1982 | 1990 | 1999 | 2011 | 2013 | 2015 | 2017 | 2018 |